# Doris Calloway
Pour les articles homonymes, voir Calloway.
Doris Calloway, née Howes (14 février 1923 - 31 août 2001) est une nutritionniste américaine connue pour ses études sur le métabolisme humain et son rôle dans la santé publique et la conservation et la sécurité des aliments.

## Enfance et éducation
Née Doris Howes à Canton, dans l'Ohio, d'Earl Howes et de Lillian Roberts, tous deux détectives privés, elle est allée au lycée à East Canton et obtient le diplôme de major de promotion. Bien qu'elle veuille étudier la médecine, sa famille n'en a pas les moyens et elle étudie la diététique à l'université d'État de l'Ohio, où elle obtient une licence en 1943. Elle fréquente l'université de Chicago pour ses études doctorales et obtient son doctorat en nutrition en 1947,,,.

## Carrière et recherche
Après avoir obtenu son baccalauréat, Doris Calloway fait un stage à l'hôpital universitaire Johns Hopkins en tant que diététicienne en 1944. L'année suivante, elle est nutritionniste de recherche à la faculté de médecine de l'université de l'Illinois à Chicago. À l'UIC, elle étudie comment l'apport en protéines et l'exercice physique influençaient le temps que mettaient les gens à se remettre d'une opération. Les patients qui mangeaient plus tôt après l'opération et pratiquaient une activité physique se rétablissaient plus rapidement que ceux qui ne le faisaient pas. De 1948 à 1951, elle est nutritionniste consultante au Medical Associates of Chicago. Elle rejoint ensuite le QM Food and Container Institute, où elle est nutritionniste de 1951 à 1958, chef du laboratoire du métabolisme de 1958 à 1959 et chef de la branche nutrition de 1959 à 1961. Pendant son séjour au QM, elle travaille avec l'armée américaine pour étudier le potentiel des aliments à protéger contre les radiations dangereuses. Elle découvre que le brocoli pouvait avoir un effet protecteur contre le cancer causé par les radiations,. Elle a également effectué des recherches sur l'irradiation des aliments et découvre que ses effets sur la teneur en nutriments étaient similaires à ceux du traitement thermique. En 1961, elle prend un poste à l'Institut de recherche de Stanford dans le département des sciences alimentaires et de la nutrition, où elle reste jusqu'en 1963. À Stanford, elle crée un produit de jus d'orange lyophilisé qui deviendra par la suite le Tang. Elle travaille également sur le développement d'emballages pour les aliments destinés à l'espace, sur le microbiote intestinal, sur les flatulences et sur le potentiel des organismes unicellulaires en tant qu'aliments,,,. Au cours de ces recherches, Doris Calloway découvre que l'intolérance au lactose peut être diagnostiquée par un test respiratoire,,,.
En 1963, Doris Calloway prend un poste de professeure de nutrition à l'université de Californie à Berkeley ; elle prend sa retraite en 1991 et est restée professeure émérite jusqu'à ce qu'elle soit trop affectée par la maladie de Parkinson pour travailler. Ses recherches se sont concentrées sur les régimes alimentaires aux différents stades de la vie, en particulier le rôle de l'azote et les besoins des femmes enceintes, des femmes en période de menstruation et des mères allaitantes. Elle a également mené des recherches sur la malnutrition au Kenya, en Égypte et au Mexique, et a influencé les politiques d'aide nutritionnelle des organisations et des gouvernements du monde entier. Elle a notamment montré que les programmes américains d'aide alimentaire destinés aux personnes en situation de pauvreté et aux Amérindiens ne fournissaient pas une nutrition adéquate. Son travail le plus reconnu, l'"étude Penthouse", étudie le métabolisme de volontaires vivant en isolement pendant plusieurs semaines et a utilisé des méthodes innovantes et méticuleuses pour mesurer leur métabolisme pendant 17 ans d'expériences. Ces recherches ont été utilisées pour fixer les valeurs d'apport journalier recommandé pour les nutriments et ont aidé la NASA à déterminer les besoins alimentaires dans l'espace. Ses recherches ont montré que les besoins nutritionnels antérieurs en protéines étaient surestimés et que l'excès de protéines était excrété,,,,. Doris était un leader dans sa profession et a conseillé de nombreux étudiants en nutrition à UCB. Elle reste un leader dans le domaine de la nutrition.
Elle a occupé un tour de proviseur à l'université de 1981 à 1987, la première femme à occuper ce rôle à Berkeley, et est consultante pour les Nations unies en 1971 et 1981. Elle est également consultante pour les National Institutes of Health (Institut national du vieillissement et Institut national de l'arthrite et des maladies métaboliques et digestives), le Centre international d'amélioration du maïs et du blé et le Conseil national de la recherche des États-Unis. Alors qu'elle est provost à Berkeley, elle fonde le programme d'études sur la paix et les conflits de l'université et s'est efforcée d'encadrer et d'embaucher davantage de femmes et de personnes de couleur à l'université, en embauchant la première femme doyenne et le premier doyen afro-américain,,,.

## Vie personnelle
Doris Calloway épouse son premier mari, Nathaniel Calloway, en 1946. Elle a un fils, David, pendant ses études supérieures et une fille, Candace, peu après avoir obtenu son doctorat. Nathaniel est devenu un politicien à Chicago et le couple a divorcé en 1956. Elle épouse le nutritionniste Robert Nesheim en 1981.

## Décès et héritage
Doris Calloway décède de la maladie de Parkinson en 2001, laissant derrière elle son mari, Robert Nesheim, et leurs deux enfants. Ses collègues se souviennent d'elle pour ses recherches révolutionnaires, son professionnalisme et son service public. L'université de Californie à Berkeley, crée une chaire à son nom en 1999,,,.

## Distinctions et récompenses
Doris Calloway a occupé plusieurs postes dans des sociétés académiques et auprès de revues scientifiques et a remporté « toutes les récompenses les plus importantes dans le domaine de la nutrition »,, :
- Homme de l'année, armée américaine (1959)
- Rédacteur associé, Nutrition Reviews (1962-1968)
- Président, Institut américain de nutrition (1982-1983)
- Doctorat honorifique, Université Tufts (1992)
- Citation de Berkeley, université de Californie, Berkeley (1992)
- Conférence de recherche de la faculté, UC Berkeley (1992)
- Prix Bristol-Myers Squibb/Mead Johnson pour une réalisation exceptionnelle dans le domaine de la nutrition.
- Prix Conrad Elvehjem, Institut américain de nutrition
- Membre de l'Institut américain de nutrition
- Membre de l'Union internationale des sciences de la nutrition
- Membre de l'Académie nationale de médecine
- Membre, Conseil de biologie humaine

## Publications
- Doris Calloway, Doris (1967). L'écologie humaine dans les vols spatiaux.
- Doris Calloway, Doris (1981). Nutrition and Health.
- Rédactrice en chef, Nutrition and Physical Fitness (1966-1984).